# 东方绿舟站
东方绿舟站位于中国上海市青浦区朱家角镇沪青平公路东方绿舟正门口，是上海地铁17号线的地铁车站。2017年12月30日开通。本站现作为第二批试行“闸机常开门”模式的车站之一。

## 车站结构
本站为岛式站台1台2线高架车站。

### 楼层分布
| 地上二层 | ①站台              | █ 17号线 往西岑（终点站）                   |  |  |
|          | 岛式站台，左侧开门 |                                             |  |  |
|          | ②站台              | █ 17号线 往虹桥火车站（朱家角）             |  |  |
| 地面层   | 站厅及出入口       | 1-4出入口、票务服务、自动售票机、人工服务台 |  |  |

### 站台
东方绿舟站为高架二层岛式站台，站台上设有高站台门和厕所。在站前设有单渡线，站后设有两股折返线，供17号线全部列车站后折返。曾因西延伸建设需要，站后折返线封闭；改为使用站前折返。

## 出入口
东方绿舟站共有4个出入口，各出入口如下所示：
| 出口编号            | 出口指示             | 照片 |
| ------------------- | -------------------- | ---- |
| 1 · 出口 · （设有） | 沪青平公路，东方绿舟 |      |
| 2 · 出口            | 薛间路               |      |
| 3 · 出口            | 薛间路               |      |
| 4 · 出口 · （设有） | 沪青平公路，东方绿舟 |      |
| 图例： 设有         |                      |      |

## 公交换乘
青商线，青金线，金泽4路，金泽7路，朱家角8路，示范区公交若干线路

## 图集

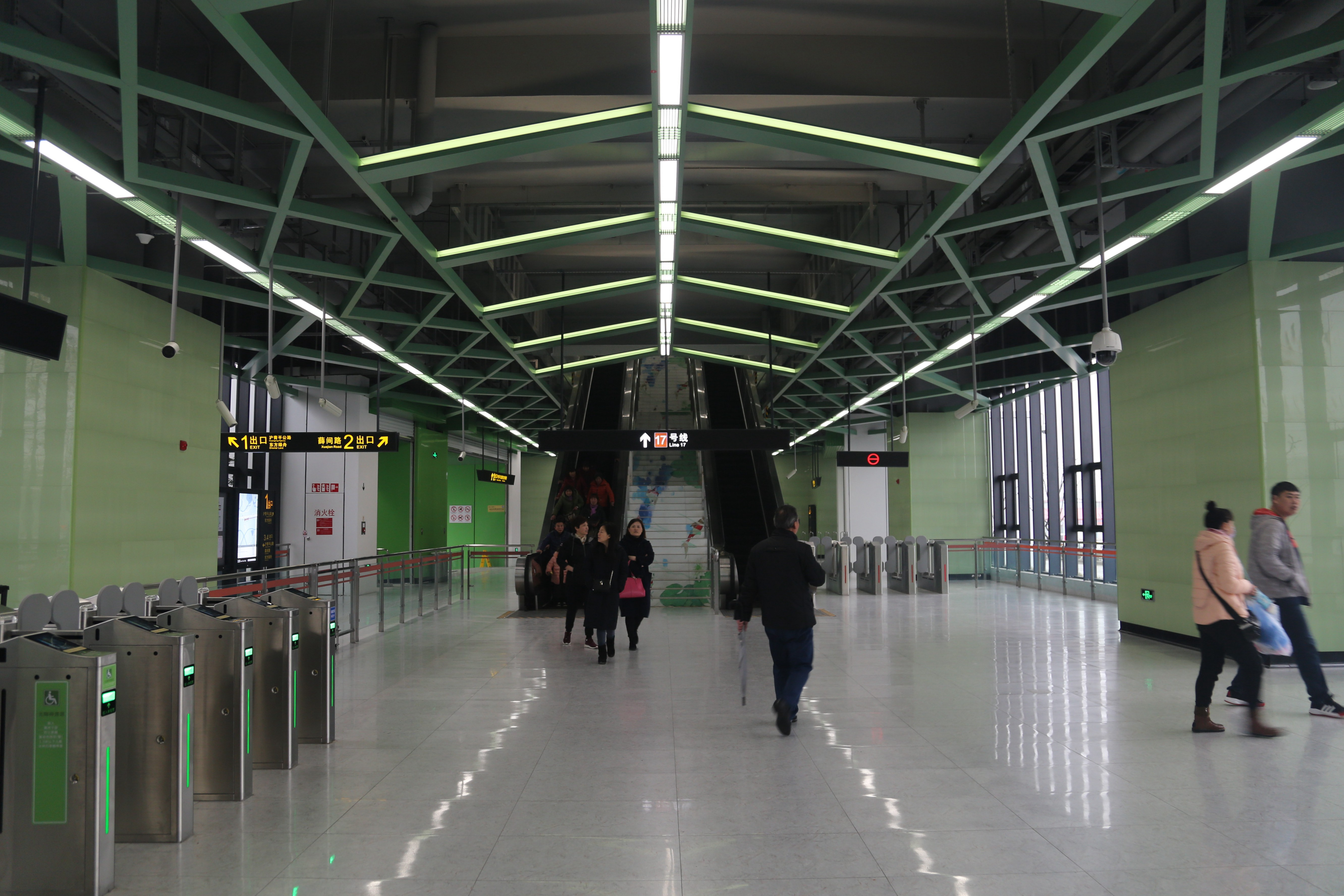
站厅
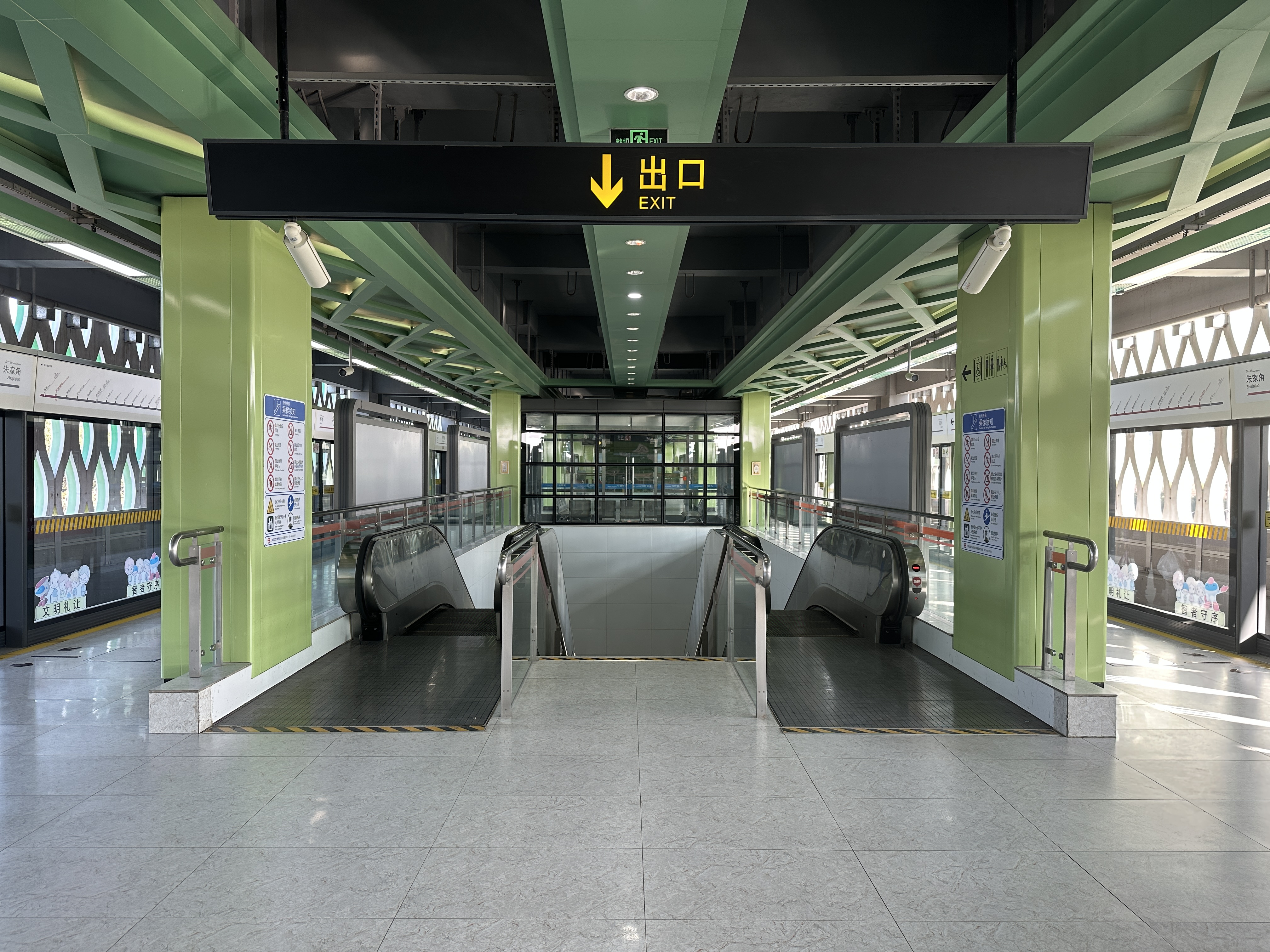
站台
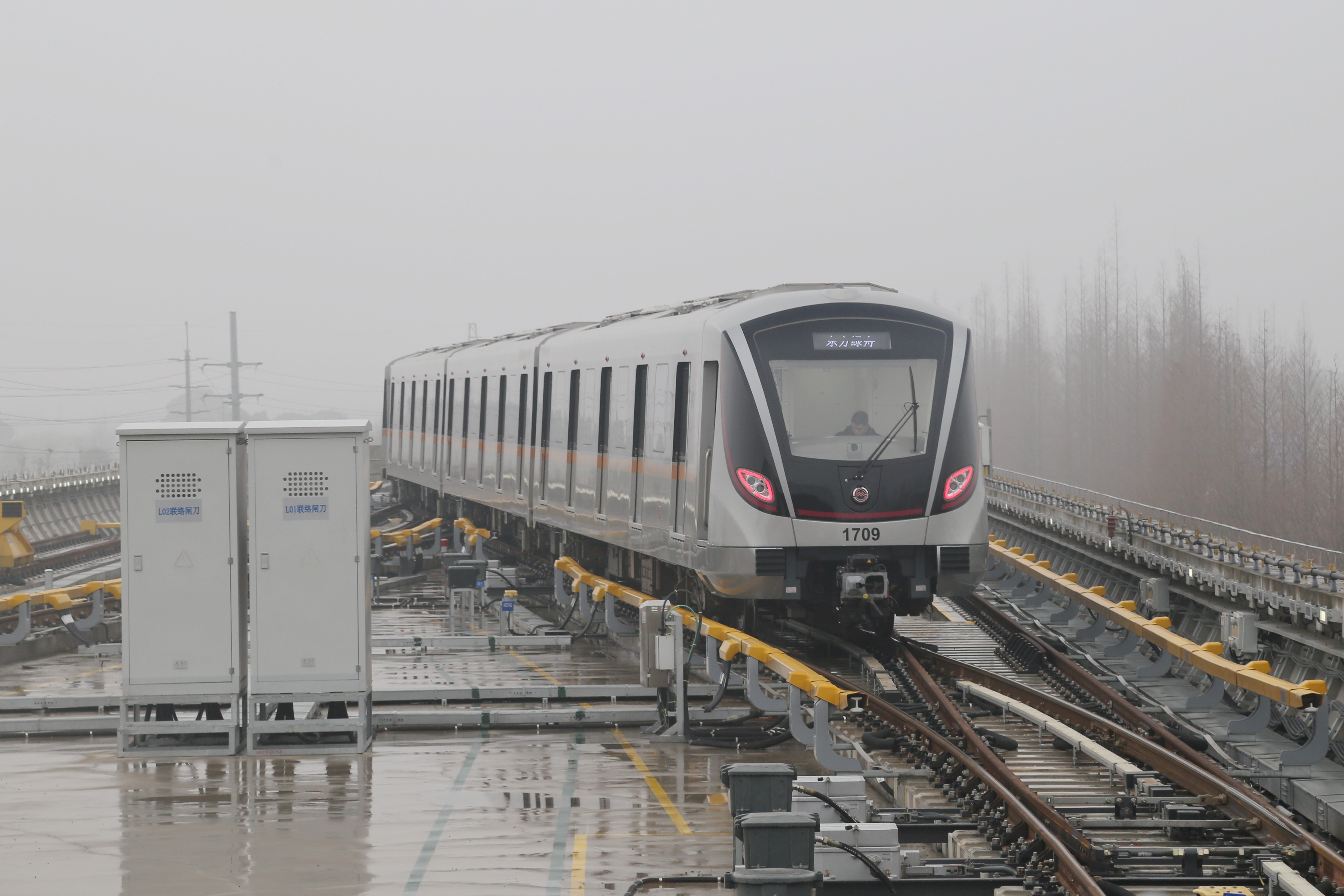
17号线列车在东方绿舟折返（已绝版）